# Astrocaryum
Genre
Astrocaryum est un genre de la famille des Arecaceae (Palmiers) comprenant des espèces natives de l'Amérique centrale et de l'Amérique du Sud. 

## Classification
- Famille des Arecaceae
  - Sous-famille des Arecoideae
    - Tribu des Cocoseae
      - Sous-tribu des Bactridinae

Sa sous-tribu comprend cinq autres genres, Bactris, Aiphanes, Acrocomia, Gastrococos, Desmoncus.

## Liste d'espèces
Selon World Checklist of Selected Plant Families (WCSP) (29 décembre 2013) :
- Astrocaryum acaule Mart. (1824)
- Astrocaryum aculeatissimum (Schott) Burret (1934)
- Astrocaryum aculeatum G.Mey. (1818)
- Astrocaryum alatum Loomis (1939)
- Astrocaryum campestre Mart. (1824)
- Astrocaryum carnosum F.Kahn & B.Millán (1992)
- Astrocaryum chambira Burret (1934)
- Astrocaryum chonta Mart. (1844)
- Astrocaryum ciliatum F.Kahn & B.Millán (1992)
- Astrocaryum confertum H.Wendl. ex Burret (1934)
- Astrocaryum echinatum Barb.Rodr. (1898)
- Astrocaryum faranae F.Kahn & E.Ferreira (1995)
- Astrocaryum farinosum Barb.Rodr. (1875)
- Astrocaryum ferrugineum F.Kahn & B.Millán (1992)
- Astrocaryum giganteum Barb.Rodr. (1902)
- Astrocaryum gratum F.Kahn & B.Millán (1992)
- Astrocaryum huaimi Mart. (1844)
- Astrocaryum huicungo Dammer ex Burret (1934)
- Astrocaryum jauari Mart. (1824)
- Astrocaryum javarense (Trail) Drude (1881)
- Astrocaryum macrocalyx Burret (1934)
- Astrocaryum malybo H.Karst. (1856)
- Astrocaryum mexicanum Liebm. ex Mart. (1853)
- Astrocaryum minus Trail (1877)
- Astrocaryum murumuru Mart. (1824)
- Astrocaryum paramaca Mart. (1844)
- Astrocaryum perangustatum F.Kahn & B.Millán (1992)
- Astrocaryum rodriguesii Trail (1877)
- Astrocaryum sciophilum (Miq.) Pulle (1906)
- Astrocaryum scopatum F.Kahn & B.Millán (1992)
- Astrocaryum sociale Barb.Rodr. (1888)
- Astrocaryum standleyanum L.H.Bailey (1933)
- Astrocaryum triandrum Galeano-Garces, R.Bernal & F.Kahn (1988)
- Astrocaryum tucuma Mart. (1824)
- Astrocaryum ulei Burret (1934)
- Astrocaryum urostachys Burret (1934)
- Astrocaryum vulgare Mart. (1824)

Selon NCBI (29 décembre 2013) :
- Astrocaryum acaule
- Astrocaryum aculeatum
- Astrocaryum campestre
- Astrocaryum carnosum
- Astrocaryum chambira
- Astrocaryum chonta
- Astrocaryum faranae
- Astrocaryum farinosum
- Astrocaryum ferrugineum
- Astrocaryum gratum
- Astrocaryum gynacanthum
- Astrocaryum huaimi
- Astrocaryum huicungo
- Astrocaryum jauari
- Astrocaryum javarense
- Astrocaryum macrocalyx
- Astrocaryum malybo
- Astrocaryum minus
- Astrocaryum murumuru
- Astrocaryum paramaca
- Astrocaryum perangustatum
- Astrocaryum rodriguesii
- Astrocaryum sciophilum
- Astrocaryum scopatum
- Astrocaryum sociale
- Astrocaryum standleyanum
- Astrocaryum ulei
- Astrocaryum urostachys
- Astrocaryum vulgare

Selon The Plant List (29 décembre 2013) :
- Astrocaryum acaule Mart.
- Astrocaryum aculeatissimum (Schott) Burret
- Astrocaryum aculeatum G.Mey.
- Astrocaryum alatum Loomis
- Astrocaryum campestre Mart.
- Astrocaryum carnosum F.Kahn & B.Millán
- Astrocaryum chambira Burret
- Astrocaryum chonta Mart.
- Astrocaryum ciliatum F.Kahn & B.Millán
- Astrocaryum confertum H.Wendl. ex Burret
- Astrocaryum faranae F.Kahn & E.Ferreira
- Astrocaryum farinosum Barb.Rodr.
- Astrocaryum ferrugineum F.Kahn & B.Millán
- Astrocaryum giganteum Barb.Rodr.
- Astrocaryum gratum F.Kahn & B.Millán
- Astrocaryum gynacanthum Mart.
- Astrocaryum huaimi Mart.
- Astrocaryum huicungo Dammer ex Burret
- Astrocaryum jauari Mart.
- Astrocaryum javarense (Trail) Drude
- Astrocaryum macrocalyx Burret
- Astrocaryum malybo H.Karst.
- Astrocaryum mexicanum Liebm. ex Mart.
- Astrocaryum minus Trail
- Astrocaryum murumuru Mart.
- Astrocaryum paramaca Mart.
- Astrocaryum perangustatum F.Kahn & B.Millán
- Astrocaryum rodriguesii Trail
- Astrocaryum ruizii H. Wendl.
- Astrocaryum sciophilum (Miq.) Pulle
- Astrocaryum scopatum F.Kahn & B.Millán
- Astrocaryum sociale Barb.Rodr.
- Astrocaryum standleyanum L.H.Bailey
- Astrocaryum ulei Burret
- Astrocaryum urostachys Burret
- Astrocaryum vulgare Mart.

Selon Tropicos (29 décembre 2013) (Attention liste brute contenant possiblement des synonymes) :
- Astrocaryum acanthopodium Barb. Rodr.
- Astrocaryum acaule Mart.
- Astrocaryum aculeatissimum (Schott) Burret
- Astrocaryum aculeatum G. Mey.
- Astrocaryum alatum H.F. Loomis
- Astrocaryum allenii (non résolu)
- Astrocaryum arenarium Barb. Rodr. (non résolu)
- Astrocaryum argenteum hort. ex Bull. (non résolu)
- Astrocaryum aureum Griseb.
- Astrocaryum awarra de Vriese
- Astrocaryum ayri Mart.
- Astrocaryum borsigianum K. Koch
- Astrocaryum burity Barb. Rodr. (non résolu)
- Astrocaryum campestre Mart.
- Astrocaryum candescens Barb. Rodr.
- Astrocaryum carnosum F. Kahn & B. Millán
- Astrocaryum caudescens Barb. Rodr.
- Astrocaryum chambira Burret
- Astrocaryum chichon Linden
- Astrocaryum chonta Mart.
- Astrocaryum ciliatum F. Kahn & B. Millán
- Astrocaryum cohune (S. Watson) Standl.
- Astrocaryum confertum H. Wendl. & Burret
- Astrocaryum crispum (Kunth) M. Gómez
- Astrocaryum cuatrecasanum Dugand
- Astrocaryum dasychaetum (Burret) Burret
- Astrocaryum echinatum Barb. Rodr.
- Astrocaryum faranae F. Kahn & E. Ferreira
- Astrocaryum farinosum Barb. Rodr.
- Astrocaryum ferrugineum F. Kahn & B. Millán
- Astrocaryum filare hort. Bull. ex Hook. f. (non résolu)
- Astrocaryum flexuosum hort. ex H. Wendl.  (non résolu)
- Astrocaryum giganteum Barb. Rodr.
- Astrocaryum gratum F. Kahn & B. Millán
- Astrocaryum guara Burret
- Astrocaryum guianense Splitg. ex Mart.
- Astrocaryum gymnopus Burret
- Astrocaryum gynacanthum Mart.
- Astrocaryum horridum Barb. Rodr.
- Astrocaryum huaimi Mart.
- Astrocaryum huebneri Burret
- Astrocaryum huicungo Dammer ex Burret
- Astrocaryum humile Wallace
- Astrocaryum iriartoides Willis ex Regel (non résolu)
- Astrocaryum jauari Mart. (non résolu)
- Astrocaryum javarense (Trail) Drude
- Astrocaryum kewense Barb. Rodr.
- Astrocaryum kewensis Barb. Rodr.
- Astrocaryum leiospatha Barb. Rodr.
- Astrocaryum luetzelburgii Burret
- Astrocaryum macrocalyx Burret
- Astrocaryum macrocarpum Huber
- Astrocaryum malybo H. Karst.
- Astrocaryum manaoense Barb. Rodr.
- Astrocaryum mexicanum Liebm. ex Mart.
- Astrocaryum minus Trail
- Astrocaryum munbaca Mart.
- Astrocaryum murumuru Mart.
- Astrocaryum panamense Linden (non résolu)
- Astrocaryum paramaca Mart.
- Astrocaryum perangustatum F. Kahn & B. Millán
- Astrocaryum pictum hort. ex Balf. f.
- Astrocaryum plicatum Drude
- Astrocaryum princeps Barb. Rodr.
- Astrocaryum pumilum hort. ex H. Wendl. (non résolu)
- Astrocaryum pygmaeum Drude (non résolu)
- Astrocaryum rodriguesii Trail
- Astrocaryum rostratum Hook. f.
- Astrocaryum ruizii H. Wendl.
- Astrocaryum sciophilum (Miq.) Pulle
- Astrocaryum sclerocarpum hort. ex H. Wendl.
- Astrocaryum sclerophyllum Drude (non résolu)
- Astrocaryum scopatum F. Kahn & B. Millán
- Astrocaryum sechellarum hort. ex Baill.
- Astrocaryum segregatum Drude
- Astrocaryum sociale Barb. Rodr.
- Astrocaryum standleyanum L.H. Bailey
- Astrocaryum tenuifolium Linden (non résolu)
- Astrocaryum trachycarpum Burret
- Astrocaryum triandrum Galeano, R. Bernal & F. Kahn
- Astrocaryum tucuma Mart.
- Astrocaryum tucumoides Drude
- Astrocaryum ulei Burret
- Astrocaryum urostachys Burret
- Astrocaryum vulgare Mart.
- Astrocaryum warscewiczii H. Karst.
- Astrocaryum warszewiczii H. Karst. (non résolu)
- Astrocaryum weddellii Drude (non résolu)
- Astrocaryum yauaperyense Barb. Rodr.